# Napajedla (nádraží)
Napajedla jsou železniční stanice, která se nachází v jihozápadní části města Napajedla v okrese Zlín. Stanice leží v km 149,500 dvoukolejné železniční trati Přerov–Břeclav mezi stanicemi Otrokovice a Huštěnovice.

## Historie
Stanice zahájila svůj provoz 1. září 1841, kdy Severní dráha císaře Ferdinanda otevřela úsek Staré Město u Uherského Hradiště – Přerov, na kterém toto nádraží leží. Původní název stanice byl Napagedl, do roku 1918 se pak používá český název Napajedla, pouze v letech 1939-1945 se používala i německá verze Napajedl. V letech 1999-2001 byla stanice modernizována v rámci stavby II. koridoru v úseku Huštěnovice – Otrokovice. Tehdy byla v Napajedlích postavena nová budova pro staniční zabezpečovací zařízení, bylo zde rovněž vybudováno ostrovní nástupiště s podchodem.

## Popis stanice
Stanice je vybavena elektronickým stavědlem ESA 11, které je dálkově ovládáno z CDP Přerov, možné je též místní ovládání z dopravní kanceláře ve výpravní budově. Ve stanici jsou celkem čtyři dopravní koleje, přímo u budovy je kolej č. 3, následují koleje č. 1, 2 a 4. Z koleje č. 3 odbočuje na otrokovickém zhlaví vlečka Fatra Napajedla.
Přímo u budovy se nachází u koleje č. 3 vnější jednostranné 1. nástupiště o délce 270 m, výška nástupní hrany nad temenem kolejnice je 200 mm. Následuje vnitřní nástupiště č. 2 u koleje č. 1 o délce 270 m a výšce 250 mm. Pro příchod na 2. nástupiště je zřízeno celkem pět úrovňových přechodů přes 3. kolej. Podchodem se pak přichází na ostrovní nástupiště č. 3 mezi kolejemi č. 2 a 4. Délka hrany je 270 m u koleje č. 2 a 288 m u koleje č. 4, výška nástupiště je 550 mm.
Stanice je kryta z dvoukolejných návazných traťových úseků vjezdovými návěstidly 1L a 2L (od Otrokovic) v km 150,420, z opačného směru pak 1S a 2S v km 148,315.
Jízdy vlaků v návazných traťových úsecích do Otrokovic a Huštěnovic jsou v obou kolejích zabezpečeny obousměrným trojznakým automatickým blokem AB-E1 s kolejovými obvody. Oba mezistaniční úseky jsou rozděleny návěstidly automatického bloku na tři oddíly.